# هوارد وينديل
هوارد وينديل (بالإنجليزية: Howard Wendell)‏ هو ممثل أمريكي، ولد في 25 يناير 1908 في الولايات المتحدة، وتوفي بنفس المكان في 11 أغسطس 1975.

## وصلات خارجية
- هوارد وينديل على موقع IMDb (الإنجليزية)
- هوارد وينديل على موقع أول موفي (الإنجليزية)
- هوارد وينديل على موقع قاعدة بيانات برودواي على الإنترنت (الإنجليزية)
- هوارد وينديل على موقع قاعدة بيانات الفيلم (الإنجليزية)